# Mitragyna
Mitragyna ist eine Pflanzengattung in der Familie der Rötegewächse (Rubiaceae). Sechs Arten sind in Asien sowie Malesien verbreitet und vier Arten kommen in Afrika vor (Stand Löfstrand et al. 2014).

## Beschreibung

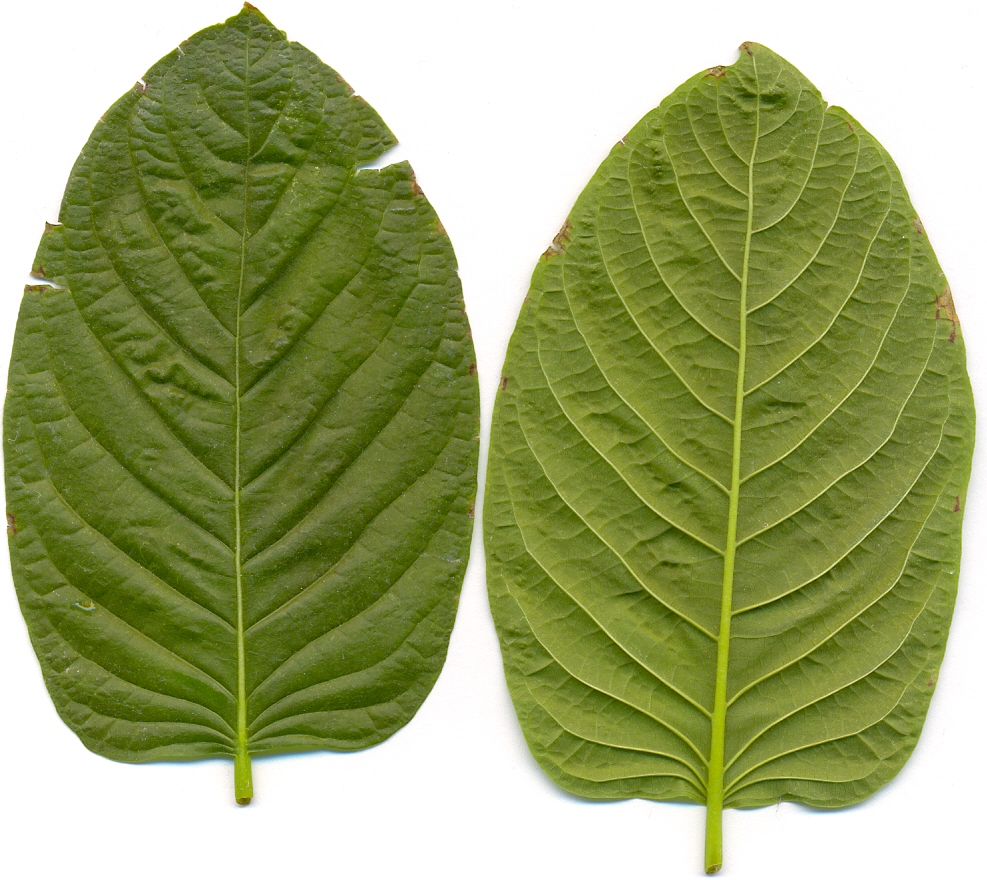
Blattoberseite und -unterseite von Mitragyna speciosa

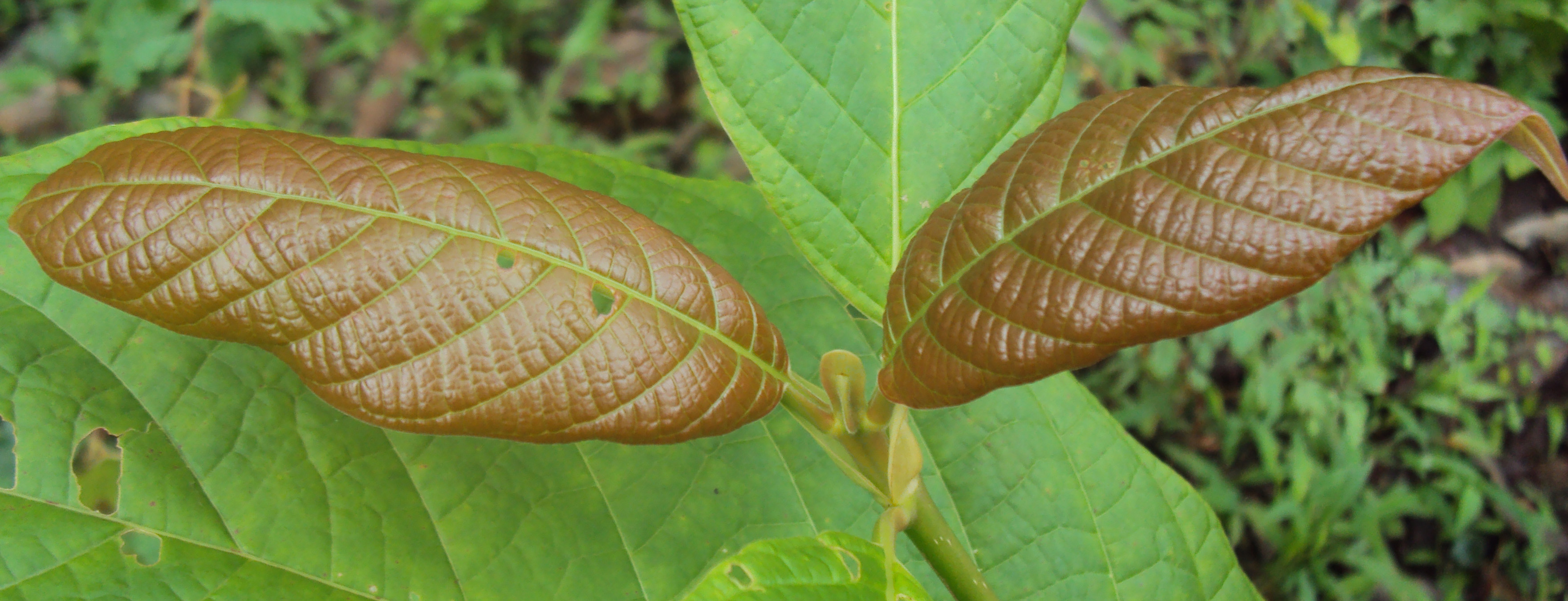
Gegenständige, gestielten, einfachen Laubblättern und Nebenblätter von Mitragyna tubulosa

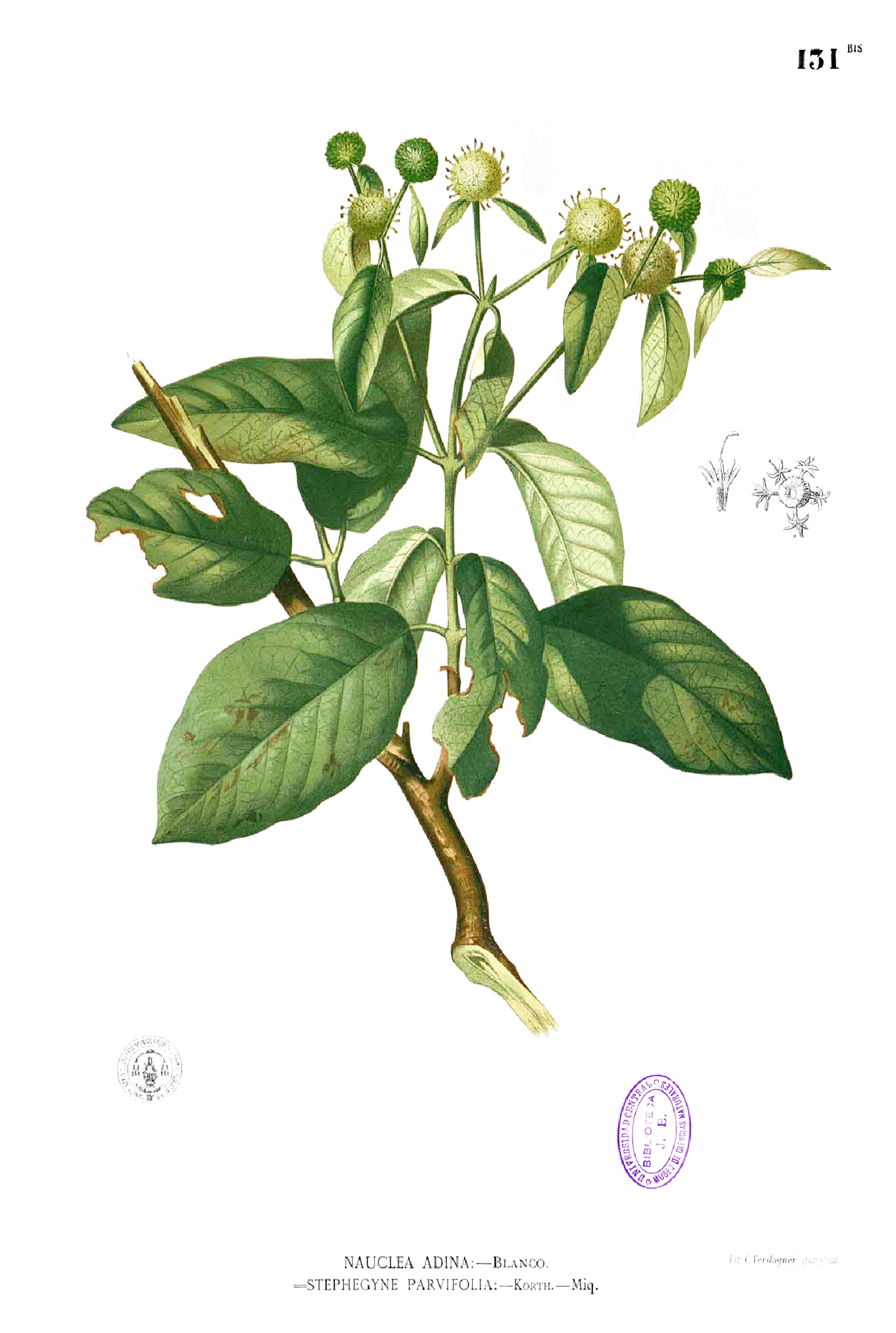
Illustration von Mitragyna diversifolia

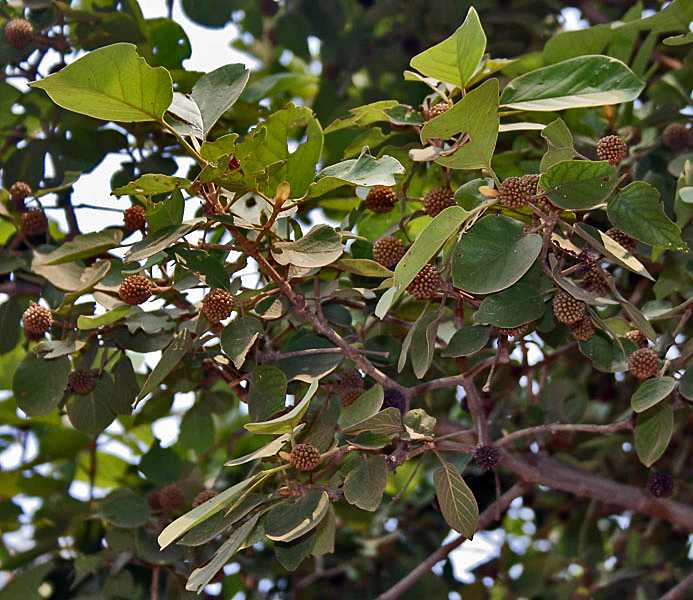
Zweige mit gestielten, einfachen Laubblättern und kugeligen Blütenständen von Mitragyna parviflora

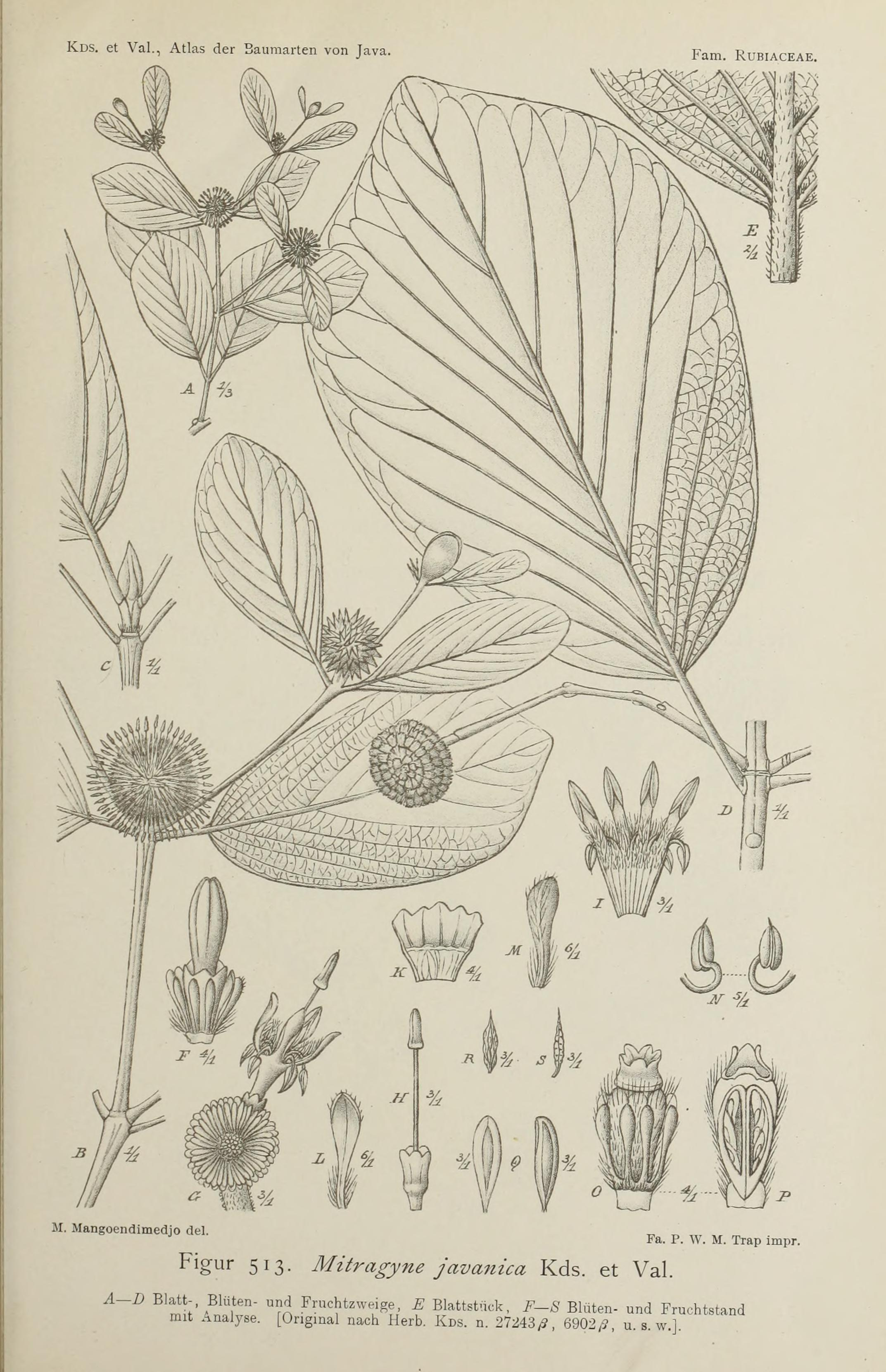
Illustration Atlas der Baumarten von Java, Figur 513 von Mitragyna diversifolia

### Erscheinungsbild und Blätter
Mitragyna-Arten wachsen als meist in der Trockenzeit laubabwerfende, kleine bis ziemlich große Bäume.
Die gegenständig angeordneten Laubblätter sind in Blattstiel und -spreite gegliedert und besitzen manchmal Domatien. Die papierartigen bis etwas ledrigen Blattspreiten sind einfach. Die jungen Laubblätter, mindestens die Mittelrippe und manchmal auch die Nebenblätter sind gelegentlich rötlich bis rötlich-purpurfarben. Die abfallenden, interpetiolaren Nebenblätter sind einfach, eiförmig bis verkehrt-eiförmig, manchmal gekielt und oft groß sowie gut entwickelt; sie stehen aufrecht und aneinander gedrückt an den abgeflachten Knospen.

### Blütenstände und Blüten
In auf dem Hauptstamm oder an den Zweigen endständig, manchmal über einem kurzen Blütenstandsschaft, bündeligen, zymösen, doldigen oder tyrsusförmigen Gesamtblütenständen stehen kugelige, kopfige Teilblütenstände zusammen. Oft sind reduzierte, kronblattartige und/oder hochblattartige Blätter und immer vergrößerte, manchmal auffällig gefärbte, nicht haltbare Nebenblätter an den Blütenständen vorhanden. Die Deckblätter sind spatelförmig bis verkehrt-pyramidal.
Die mehr oder weniger sitzenden Blüten sind zwittrig, zygomorph und fünfzählig mit doppelter Blütenhülle. Die fünf Kelchblätter sind zu einem gestutzten oder fünfzähnigen Kelch je nach Art unterschiedlich hoch verwachsen. Die fünf cremefarbenen bis gelb-grünen Kronblätter sind trichterförmig oder eng stieltellerförmig verwachsen. Die Kronröhre ist innen kahl bis unterschiedlich, besonders am Schlund flaumig behaart. Die fünf Kronlappen sind in der offenen Blüte aufsteigend. Es ist ein Kreis mit fünf fertilen Staubblättern vorhanden. Die auf oder kurz unterhalb des Schlundes der Kronröhre inserierten Staubfäden sind kurz und die Staubbeutel überragen teilweise oder ganz die Kronröhre. Zwei Fruchtblätter sind zu einem zweikammerigen und unterständigen Fruchtknoten verwachsen. Je Fruchtknotenkammer sind viele Samenanlagen vorhanden, die an einer fleischigen hängenden Plazenta im oberen Drittel des Septums angeordnet sind. Der Griffel endet in einer keulen- bis mützenförmige Narbe, die die Kronröhre überragt.

### Fruchtstände, Früchte und Samen
Die kugeligen Fruchtstände bzw. Fruchtverbände enthalten Kapselfrüchte um die manchmal noch der Kelch erhalten bleibt. Die verkehrt-eiförmigen bis ellipsoiden, knorpeligen bis holzigen Kapselfrüchte enthalten viele Samen. Die kleinen Samen sind abgeflacht und spindelförmig bis lanzettlich. Die Samen besitzen an beiden Enden kurze Flügel, wobei der basale Flügel manchmal zweispaltig oder gekerbt ist.

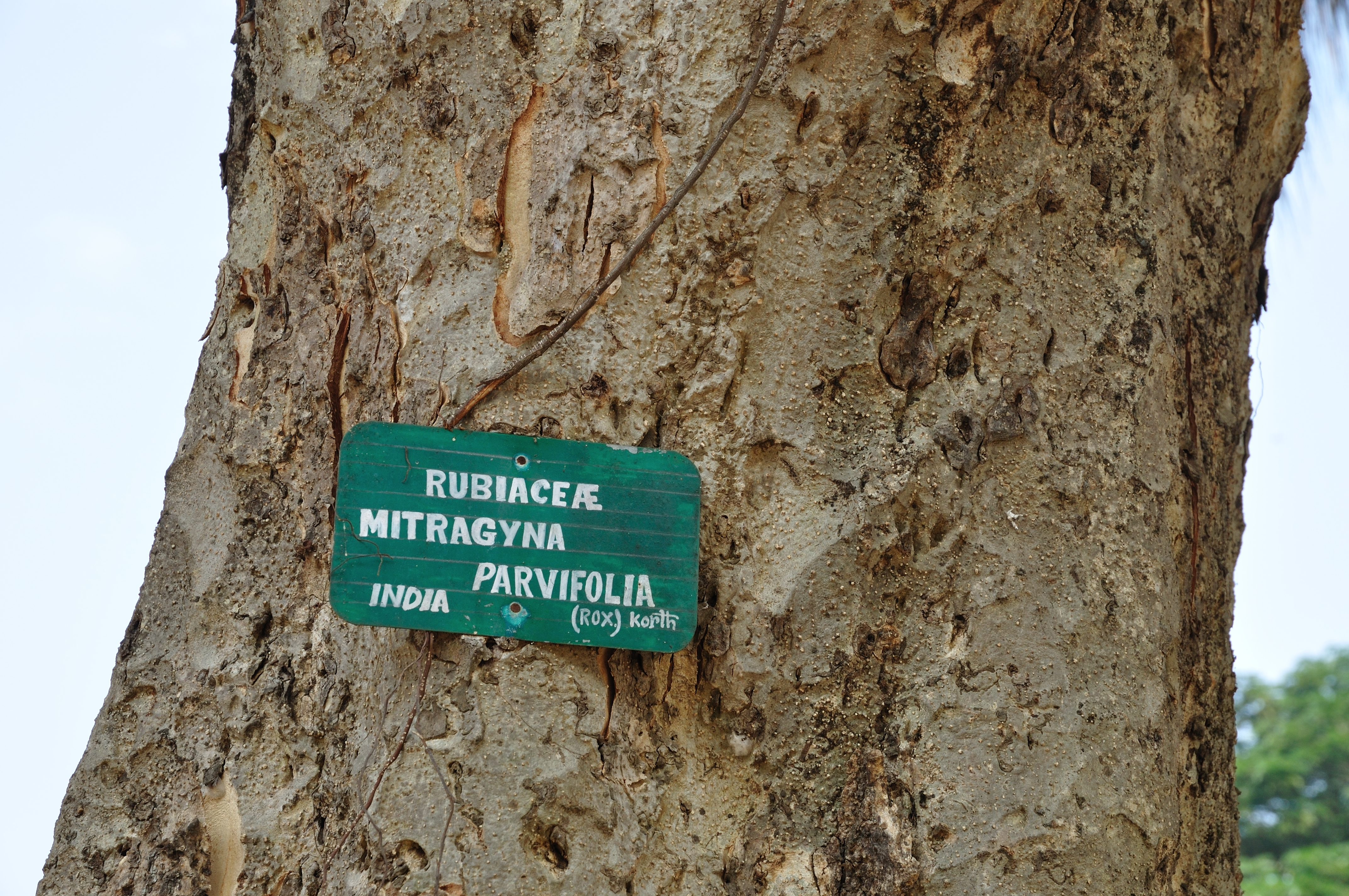
Borke von Mitragyna parviflora

## Systematik und Verbreitung
Die Gattung Mitragyna wurde 1839 durch Pieter Willem Korthals in Observationes de Naucleis Indicis, S. 19 aufgestellt. Synonyme für Mitragyna Korth. nom. cons. sind: Bamboga Baill. orth. var., Mamboga Blanco, Paradina Pierre ex Pit., Stephegyne Korth. Colin E. Ridsdale erstellte 1978 eine Systematische Übersichtsarbeit (englisch: systematic review), A revision of Mitagyna and Uncaria (Rubiaceae). In: Blumea, Volume 24, S. 43–100, und die afrikanischen Arten in die Gattung Hallea Leroy aus, die durch Y.-F. Deng: Fleroya, a substitute name for Hallea J.-F. Leroy (Rubiaceae). In: Taxon, Volume 56, 2007, S. 247–248 zum Synonym von Fleroya Y.F.Deng wurde. Viele danach erstellte Florenwerke und Arbeiten über die Unterfamilie und den Tribus gliedern die afrikanische Art Mitragyna inermis zur Gattung ein. Die Gattung Mitragyna gehört zur Tribus Naucleeae in der Unterfamilie Cinchonoideae innerhalb der Familie der Rubiaceae. Löfstrand et al. 2014 zeigten aber, dass alle Fleroya-Arten zu Mitragyna gehören.
Sechs Mitragyna-Arten kommen in Asien und Malesien vor. Drei Arten sind in China und vier Arten sind in Thailand beheimatet. Mitragyna inermis und seit Löfstrand et al. 2014 weitere drei kommen in Afrika vor.
Es gibt sechs bis zehn Mitragyna-Arten:
- Mitragyna ciliata Aubrév. & Pellegr.: Aus West- und Zentarafrika.[4]
- Mitragyna diversifolia (Wall. ex G.Don) Havil. (Syn.: Mitragyna javanica Koord. & Valeton): Das weite Verbreitungsgebiet reicht von den chinesischen Provinzen Yunnan sowie Xinjiang über Vietnam, Kambodscha, Laos, Myanmar, Thailand, Malaysia bis Indonesien und die Philippinen.[4]
- Mitragyna hirsuta Havil.: Das Verbreitungsgebiet reicht von der chinesischen Provinz Yunnan über Vietnam, Laos, Myanmar bis Kambodscha und Thailand.[4]
- Mitragyna inermis (Willd.) Kuntze: Sie ist vom tropischen Westafrika bis zum Sudan verbreitet.[4]
- Mitragyna parvifolia (Roxb.) Korth.: Das Verbreitungsgebiet der beiden Varietäten reicht vom Indischen Subkontinent bis Myanmar.[4]
- Mitragyna rotundifolia (Roxb.) Kuntze: Das Verbreitungsgebiet reicht vom südlichen Yunnan über Laos, Myanmar, Thailand bis Bangladesch und Indien.[4]
- Mitragyna rubrostipulata (K.Schum.) Havil. (Syn.: Adina rubrostipulata K.Schum., Hallea rubrostipulata (K.Schum.) J.-F.Leroy, Fleroya rubrostipulata (K.Schum.) Y.F.Deng): Sie ist im tropischen Afrika verbreitet.[4]
- Mitragyna speciosa (Korth.) Havil.: Das Verbreitungsgebiet reicht von Thailand über die Malaiische Halbinsel, Sumatra, Borneo bis Neuguinea und die Philippinen.[4]
- Mitragyna stipulosa (DC.) Kuntze: Aus West- und Zentralafrika bis in den Sudan.[4]
- Mitragyna tubulosa (Arn.) Kuntze: Sie kommt nur in Indien und auf Sri Lanka vor.[4]
- Umstritten ist Mitragyna ledermannii (K.Krause) Ridsdale, die auch als Synonym von Mitragyna ciliata Aubrév. & Pellegr. und Mitragyna stipulosa (DC.) Kuntze geführt wird.[3][4]

## Nutzung
Einige Arten, beispielsweise Mitragyna diversifolia, dienen der Holzgewinnung.
Aus den Laubblättern von Mitragyna speciosa wird  die (Arznei-)Droge „Kratom“ gewonnen. Die Blätter werden auch zum Brühen von Tee, zum Kauen und zum Rauchen verwendet. In Thailand und Malaysia werden die Blätter in der Volksmedizin eingesetzt. Der Hauptwirkstoff ist das Alkaloid Mitragynin, das nur als Inhaltsstoff von Mitragyna speciosa bekannt ist; von ihm wird behauptet, dass er in niedriger Dosis stimulierend und in hoher Dosis narkotisch wirkt.